# Knorr-Bremse
Knorr-Bremse AG är en tysk tillverkare av bromssystem för väg- och rälsfordon. Koncernen har över 20 000 medarbetare över hela världen. Koncernens huvudkontor ligger i München. Företaget grundades 1905 i Boxhagen-Rummelsburg i Berlin av Georg Knorr sedan han utvecklat tryckluftsbromsen K1. Efter andra världskriget flyttade man verksamheten till Västtyskland. 
Knorr-Bremse köpte 2017 Kiepe Electric, tillverkare av elektrisk transmissionsutrustning för räls- och vägfordon, tidigare Vossloh Kiepe, från Vossloh.